# 尚米永
尚米永（法語：Champmillon，法語發音：[ʃɑ̃mijɔ̃]）是法国夏朗德省的一个市镇，属于昂古莱姆区。

## 地理
尚米永（45°38'21"N, 0°0'1"W）面积9.51 平方千米，位于法国新阿基坦大区夏朗德省，该省份为法国西部内陆省份，北起德塞夫勒省和维埃纳省，东临上维埃纳省，东南至多尔多涅省，南至多爾多涅省，西接滨海夏朗德省。
与尚米永接壤的市镇（或旧市镇、城区）包括：耶尔萨克、穆利达尔、圣萨蒂南、锡勒伊、特鲁瓦帕利、莫纳克-圣西默。

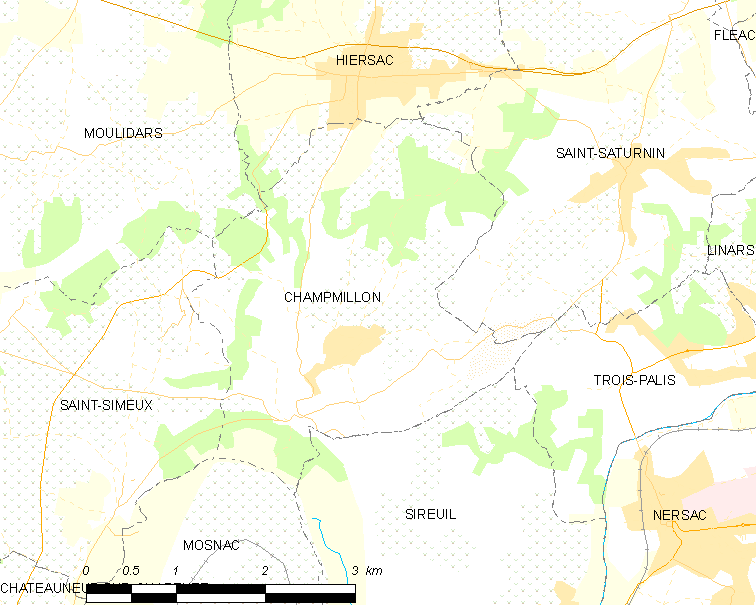
尚米永的OSM定位图

尚米永的时区为UTC+01:00、UTC+02:00（夏令时）。

## 行政
尚米永的邮政编码为16290，INSEE市镇编码为16077。

## 政治
尚米永所属的省级选区为努埃尔河谷县。

## 人口

1962-2008年间尚米永人口变化图示

尚米永于2022年1月1日时的人口数量为525人。